# Кук, Эрик
Эрик Эдгар Кук (англ. Eric Edgar Cooke; 25 февраля 1931 года — 26 октября 1964 года) — австралийский серийный убийца, терроризировавший город Перт, Западная Австралия, с сентября 1958 по август 1963 года. Кук совершил не менее 22 убийств и насильственных преступлений, восемь из которых закончились смертельным исходом.

## Ранняя жизнь
Кук родился в Перте в неблагополучной семье, был старшим из трёх детей. Его родители поженились только потому, что его мать, Кристин Эдгар, была беременна им. Его отец-алкоголик, Вивиан Кук, часто бил мальчика, особенно, когда мальчик пытался защитить свою мать. Кристин спала в комнате для персонала на своей работе в отеле «Комо», чтобы не вернуться домой и не быть избитой Вивианом.
Кук родился с расщелиной губы и неба, по поводу которой он перенес одну хирургическую операцию, когда ему было три месяца, и ещё одну, когда ему было 3 года. Операции не были полностью успешными, и оставили у него небольшую деформацию лица, из-за чего он говорил невнятно и бормотал. Эти недостатки сделали его объектом издевательств в школе. Постоянное жестокое обращение заставило Кука чувствовать себя пристыженным и застенчивым, и впоследствии он стал эмоционально нестабильным.
Хотя Кук был очень хорош в предметах, которые требовали хорошей памяти и ловкости рук, он был исключен из государственной школы Субиако за кражу денег из кошелька учителя в возрасте шести лет. Когда его перевели в школу для младенцев на Ньюкасл-стрит, он снова стал объектом издевательств. Над ним продолжали издеваться в каждой школе, которую он посещал, включая начальную школу Хайгейт, начальную школу на Форрест-стрит и младшую техническую школу на Ньюкасл-стрит.
Кук бросил школу в 14 лет, чтобы работать доставщиком в Центральных продовольственных магазинах, чтобы прокормить семью. Он отдавал свою недельную зарплату матери, которая не могла полностью содержать семью на деньги, которые она зарабатывала на готовке и уборке. Многие работы Кука приводили его в больницу из-за его склонности к несчастным случаям. На работе на фабрике Harris, Scarfe and Sandover он был госпитализирован после удара лебедкой по носу.  В возрасте 16 лет он работал молоточником в кузнечном отделе мастерской в Мидленд-Джанкшен, где всегда подписывался на своей сумке для ланча «Аль Капоне». На той же работе он получил ожог лица второй степени паром, сотряс правую руку и повредил большой палец левой руки.
Иногда Кука также помещали в детские дома или приемные семьи. Как и его мать, он прятался под домом или бродил по соседним улицам, чтобы спастись от жестокого насилия отца. Его часто госпитализировали с травмами головы и подозревали повреждение головного мозга из-за его склонности к несчастным случаям. Позже возник вопрос, были ли эти «несчастные случаи» следствием подавленных суицидальных наклонностей . У Кука также были периодические головные боли, и однажды его поместили в приют. Его жалобы на головные боли позже прекратились после операции в 1949 году.
Уже будучи взрослым, Кука описывали как «невысокого худощавого мужчину с темными волнистыми волосами и искривленным ртом». В возрасте 21 года Кук присоединился к регулярной австралийской армии,  но был демобилизован через три месяца после того, как было обнаружено, что он имел судимость в подростковом возрасте. Во время обучения его быстро повысили до младшего капрала и научили обращаться с огнестрельным оружием.

## Личная жизнь
14 ноября 1953 года Кук, которому тогда было 22 года, женился на Саре (Салл) Лавин, 19-летней официантке в методистской церкви Каннингтона (снесена в 1995 году). В конечном итоге у них была большая семья из семи детей, четырёх мальчиков и трех девочек.

## Ранние преступления
Начиная с 17 лет, Кук проводил ночи за мелкими преступлениями, вандализмом и поджогами. Позже он отсидел восемнадцать месяцев в тюрьме за то, что сжег церковь после того, как ему отказали в прослушивании в хоре. В более поздние подростковые годы Кук пробирался в дома и воровал все, что находил ценным. Эти преступления переросли в порчу одежды и мебели в актах мести. Он вырезал из газет отчеты о своих преступлениях, чтобы произвести впечатление на своих знакомых, пытаясь завести друзей.
12 марта 1949 года полиция наконец догнала Кука и нашла улики в доме его бабушки, где он жил. Отпечатки пальцев Кука были сопоставлены с теми, что были найдены в других открытых делах. 24 мая 1949 года Кук был приговорен к трем годам тюремного заключения после ареста за поджог и вандализм; он был осужден по двум обвинениям в краже, семи во взломе и четырёх поджогах. Он оставил множество отпечатков пальцев и простых зацепок для детективов, которые научат его быть более осторожным в своих будущих преступлениях.
В 1950-х и начале 1960-х годов люди в Австралии часто оставляли машины незапертыми и часто с ключами в замке зажигания. Куку было легко угонять машины ночью, и иногда он возвращал украденные автомобили, но владельцы не знали о краже. В сентябре 1955 года, после автомобильной аварии и необходимости госпитализации, Кук был приговорен к двум годам каторжных работ по обвинению в незаконном использовании автомобиля; в конечном итоге он был освобожден из тюрьмы Фримантл незадолго до Рождества 1956 года. После освобождения он начал носить перчатки во время совершения преступлений, чтобы не оставлять отпечатков пальцев, что погубило его в связи с его предыдущим взломом и осуждением.

## Убийство
Четырёхлетняя серия убийств Кука включала в себя серию, казалось бы, не связанных между собой набегов, поножовщины, удушения и перестрелок. Жертв расстреливали из различных винтовок, кололи ножами и ножницами, сбивали автомобилями, били топором. Несколько человек были убиты после того, как проснулись, когда Кук грабил их дома, двое были застрелены во время сна, не потревожив их дома, а один был застрелен после того, как ответил на звонок в дверь. Зарезав одну жертву, Кук доставал из холодильника лимонад и сидел на веранде, попивая его. Одна жертва была задушена шнуром от прикроватной лампы, после чего Кук изнасиловал труп,  раздел его догола и вытащил на лужайку к соседям, после чего проник в него половым путем с помощью пустой бутылки из-под виски, которую затем оставил на руках жертвы.
Жертвами убийства Кука были Пнена (Пенни) Беркман, Джиллиан Макферсон Брюэр, Джон Линдси Стерки, Джордж Ормонд Уолмсли, Розмари Андерсон, Констанс Люси Мэдрилл и Ширли Марта Маклеод. Другая жертва, Брайан Вейр, в конце концов скончался в результате необратимых травм через три года после того, как Кук выстрелил в него. Поскольку преступления носили оппортунистический характер и использовались различные методы, а жертвы Кука не имели очевидных общих черт, никто не понимал, что все эти преступления были совершены одним убийцей. На самом деле, два убийства — Джиллиан Брюэр и Розмари Андерсон — были приписаны другим мужчинам, которые были неправомерно осуждены за эти преступления.

## Расследование
Полицейское расследование включало в себя снятие отпечатков пальцев более чем у 30 000 мужчин старше 12 лет, а также обнаружение и испытание более 60 000 винтовок 22-го калибра. После того, как винтовка была найдена спрятанной в восковом кусте Джералдтона на Руквуд-стрит, Маунт-Плезант, в августе 1963 года, баллистические испытания показали, что винтовка использовалась при убийстве Маклеода. Полиция вернулась на место и привязала аналогичную винтовку, выведенную из строя, к кусту с помощью лески и соорудила укрытие, в котором они ждали на случай, если кто-то вернется за ней. Было замечено, что Кук несколько раз слонялся в машине в этом районе, и его задержали, когда он пытался забрать оружие сразу после полуночи 1 сентября.
После первоначальных опровержений убийства Маклеода Кук сломался после того, как один из детективов, Макс Бейкер, огрызнулся на него: «Куки, ты же знаешь, тебя повесят — в этом нет никаких сомнений. У тебя есть жена и дети, подумай о них, а потом подумай, потащат ли тебя на виселицу, как дворнягу, или ты пойдешь туда как мужчина».

Кук начал признаваться в своих многочисленных преступлениях, в том числе в восьми убийствах и четырнадцати покушениях на убийство. Он был осужден по обвинению в убийстве Стерки, одной из пяти жертв стрельбы Кука в День Австралии. В своих признаниях Кук продемонстрировал исключительно хорошую память на детали своих преступлений, независимо от того, как давно он совершил их. Например, он признался в более чем 250 кражах со взломом и смог точно указать, что именно он взял, включая количество и номинал монет, которые он украл в каждом месте. Книга Брета Кристиана «Предполагается виновным» включает подробности признания Кука, сделанного в течение двух дней в сентябре 1963 года в тюрьме Фримантла своему адвокату Десмонду Хинану: 
«Я очень уважаю закон, хотя мои действия этого не показывают.»

## Заключение и казнь
Кук не признал себя виновным по причине невменяемости. На суде адвокаты Кука утверждали, что у него шизофрения, но это утверждение было отклонено после того, как директор государственной службы психического здоровья показал, что он вменяем. Государство не позволяло независимым специалистам-психиатрам осматривать Кука. Он был признан виновным в умышленном убийстве 28 ноября 1963 года после трехдневного судебного разбирательства присяжных в Верховном суде Западной Австралии. Кук был приговорен к смертной казни через повешение и, несмотря на наличие оснований для подачи апелляции, приказал своим адвокатам не подавать заявление, утверждая, что он заслуживает платить за то, что он сделал.
После 13 месяцев в Новом Дивизионе Кук был повешен в 8 часов утра 26 октября 1964 года в тюрьме Фримантл. За десять минут до приведения приговора в исполнение Кук поклялся на Библии, что убил Брюэра и Андерсона, тем самым окончательно подтвердив утверждения о своей причастности, которые ранее были отклонены, поскольку другие люди уже были осуждены за эти убийства. Кук был последним повешенным в штате Западная Австралия. Он был похоронен на кладбище Фримантл, над останками детоубийцы Марты Ренделл, которая была повешена в тюрьме Фримантл в 1909 году.

## Неправомерные судимости
Два убийства Кука привели к ложным приговорам:

### Дело Бимиш
Дэррил Бимиш, глухонемой, был осужден в декабре 1961 года за убийство Джиллиан Макферсон Брюэр, наследницы Мельбурна, которую ударили топором и ножницами в 1959 году. Первоначально Бимиш был приговорен к смертной казни, но приговор был заменен тюремным заключением, а более позднее расследование, проведенное при поддержке владельца газеты «Post Newspapers» Брета Кристиана, привело к отмене его приговора. Первоначальная апелляция Бимиша была отклонена, поскольку суд не поверил показаниям Кука. Обвинение утверждало, что признания Кука были попыткой продлить его собственный судебный процесс, а тогдашний главный судья Западной Австралии сэр Альберт Вольф назвал Кука «злодейским беспринципным лжецом». Полицейское дело против Бимиша подробно описано в книге Кристиана «Предполагаемая виновность».

### Дело Баттона
Джон Баттон был ошибочно осужден за смерть своей подруги Розмари Андерсон, которая скончалась в Королевской больнице Перта (RPH) в 2:30 утра ранним утром 10 февраля 1963 года. Андерсон провел предыдущий день с Баттоном на праздновании своего девятнадцатилетия. Той ночью у них был небольшой спор в его доме, кульминацией которого стало её решение покинуть дом Баттонов и идти домой пешком. Баттон следовал за ней на своей машине на разных этапах, пытаясь уговорить её подвезти домой. В какой-то момент Баттон припарковал машину, чтобы выкурить сигарету; позже, возобновив вождение, он свернул на Стаббс-террас в Шентон-парке и обнаружил её лежащей на земле у дороги. Джон Баттон отвез свою раненую подругу к местному врачу, и впоследствии она была доставлена в RPH на машине скорой помощи. В дело вмешалась полиция и допросила Баттон, которая после интенсивного допроса и получения уведомления о смерти Андерсона не выдержала и призналась в том, что несёт ответственность за свою смерть в результате побега. После осуждения за непредумышленное убийство суды отклонили первоначальную апелляцию Баттона, хотя Кук к этому времени признался в преступлении и предоставил подробности, которые мог знать только преступник.

### Оправдательные приговоры
Несмотря на признание Кука в 1963 году, Бимиш отсидел 15 лет, а Баттон был приговорен к 10 годам заключения, и в итоге отсидел пять. В 2002 году Апелляционный суд по уголовным делам отменил приговор Баттону. Успех Баттона открыл путь также и для апелляции Бимиша, который был оправдан в 2005 году. В обоих случаях апелляционные судьи пришли к выводу, что убийства, скорее всего, были совершены Куком. 2 июня 2011 года Бимиш получил добровольную выплату в размере 425 000 австралийских долларов от правительства Западной Австралии.

## СМИ
Эстель Блэкберн потратила шесть лет на написание биографического рассказа «Сломанные жизни» о жизни и преступной карьере Кука, уделяя особое внимание опустошению, оставленному его жертвам и их семьям. Новая информация о Куке и свежие доказательства, опубликованные в книге, привели к оправданию Баттона и Бимиша. Также была написана ещё одна книга под названием «Предполагаемая виновность» автора Брета Кристиана.
В последнем романе Рэндольфа Стоу «Пригороды ада» (1984 года) он признал, что была запоздалая реакция на ужасы убийств Кука, которые он перенес для вымышленных целей из своего происхождения в Вашингтоне в город, напоминающий английский город, который он тогда обитаемый, Харвич. Биография Стоу, написанная Сюзанной Фолкинер, показала, что его чувство юмора возбуждало то, что жители Перта во время убийств стучали в двери и говорили: «Это чудовище Недлендса».
Мемуары 2000 года Роберта Древи «Акулья сеть», позже превращенные в телесериал из трех частей, предоставили впечатления одного автора о влиянии убийств в городе Перт той эпохи. По словам Дрю, все больше людей покупали собак для обеспечения безопасности и запирали черные двери и гаражи, которые раньше никогда не охранялись.
Кук в образе «Чудовище Недлендса» фигурирует в романе Тима Уинтона «Облачная улица» 1991 года, а также и в последующей телеадаптации в 2011 году. Кук также упоминается в романе Крейга Силви 2009 года «Джаспер Джонс».
В марте 2009 года во втором сезоне Crime Investigation Australia был показан эпизод об Эрике Эдгаре Куке. В сентябре 2016 года Felon True Crime Podcast также подробно рассмотрел преступную деятельность Кука.
В ноябре 2020 года австралийский стриминговый сервис «Стэн» выпустил оригинальный документальный сериал из четырёх частей под названием «After the Night», освещающий историю убийств Кука.